# فریبا خاتمی
فریبا خاتمی (زادهٔ ۱۳۲۲ در تهران) بازیگر تئاتر، سینما و تلویزیون ایرانی است.

## زندگی
فریبا خاتمی در سال ۱۳۲۲ در تهران زاده شد، او پس از اتمام تحصیلات متوسطه در ۱۹ سالگی  با بازی در فیلم‌های تبلیغاتی فعالیت هنری خود را آغاز نمود.
وی نخستین بار در سال ۱۳۴۲ با فیلم دوستت دارم مقابل دوربین قرار گرفت.

## فیلم‌شناسی

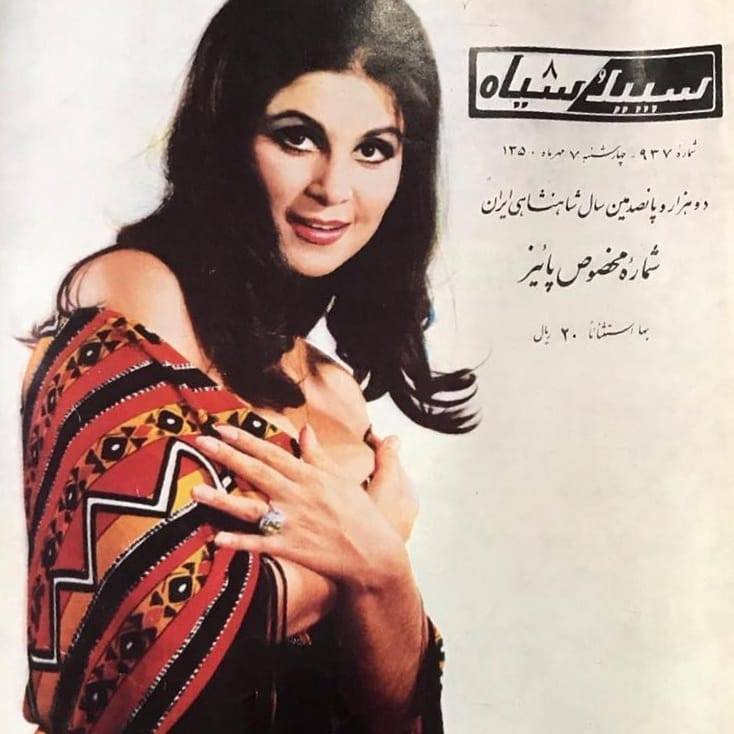
خاتمی روی جلد مجله سپید و سیاه

- عنتر و منتر (۱۳۵۵)
- اخم نکن سرکار (۱۳۵۴)
- دزد سوم (۱۳۵۴)
- ماجراجویان خشن (۱۳۵۳)
- باشرف‌ها (۱۳۵۱)
- حادثه‌جویان (۱۳۴۹)
- حسن فرفره (۱۳۴۹)
- رضا موتوری (۱۳۴۹)
- ساقی (۱۳۴۹)
- قصه دل‌ها (۱۳۴۸)
- گرفتار (۱۳۴۸)
- بازی شانس (۱۳۴۷)
- خطاکاران (۱۳۴۷)
- سرسخت (۱۳۴۷)
- حقه‌بازان (۱۳۴۶)
- دنیای قهرمانان (۱۳۴۶)
- زن‌ها و شوهرها (۱۳۴۶)
- زنی به نام شراب (۱۳۴۶)
- فراری (۱۳۴۶)
- آقا دزده (۱۳۴۵)
- آقا موچول (۱۳۴۵)
- دختر کدخدا (۱۳۴۵)
- میلیونر فراری (۱۳۴۵)
- نخاله قهرمان (۱۳۴۵)
- ول معطلی (۱۳۴۵)
- دزد بانک (۱۳۴۴)
- سه تا نخاله (۱۳۴۴)
- شانس بزرگ (۱۳۴۴)
- مراد و لاله (۱۳۴۴)
- ابرام در پاریس (۱۳۴۳)
- جهنم زیر پای من (۱۳۴۳)
- شکوفه‌های امید (۱۳۴۳)
- دوستت دارم (۱۳۴۲)